# Frontometaphysäre Dysplasie
Die Frontometaphysäre Dysplasie (FMD) ist eine zu den Oto-palato-digitalen Syndromen gehörige  angeborene Skelettdysplasie mit typischen Veränderungen an der Stirn und den Metaphysen der langen Röhrenknochen.
Synonyme sind:  Fronto-metaphysäre Dysplasie; FMD; Gorlin-Cohen-Syndrom
Die Bezeichnung bezieht sich auf die Erstautoren der Erstbeschreibung aus dem Jahre  1969 durch den US-amerikanischen Humangenetiker Robert James Gorlin (11. Jan. 1923–29. Aug. 2006) und den Pädiater Michael M. Cohen.

## Verbreitung
Die Häufigkeit wird mit unter 1 zu 1.000.000 angegeben, etwa 30 Patienten sind bislang beschrieben worden. Die Vererbung erfolgt X-chromosomal rezessiv, heterozygote Frauen sind nur geringgradig betroffen.

## Ursache
Der Erkrankung liegen beim Typ 1 Mutationen im FLNA-Gen am Genort Xq28 zugrunde, welches für Filamin A, ein Protein des Cytoskeletts, kodiert.
Weitere Erkrankungen mit Mutationen an diesem Gen sind das
- Melnick-Needles-Syndrom (MNS), beide zusammen werden auch als Fronto-oto-palato-digitale Osteodysplasien bezeichnet
- Oto-palato-digitales Syndrom Typ 1[5]
- Oto-palato-digitales Syndrom Typ 2[6]

Es gibt einen Typ 2 mit Mutationen im MAP3K7-Gen auf dem Chromosom 6 an q15 mit autosomal-dominantem Erbgang.

## Klinische Erscheinungen
Klinische Kriterien sind:
- Gesichtsauffälligkeiten wie Supraorbitalwulst, eingezogene und breite Nasenwurzel, Hypertelorismus, antimongoloide Lidachsen,  spitzes Kinn, hoher Gaumen, verzögerte oder teilweise fehlende Zahnentwicklung,  maxilläre Mikrognathie
- zunehmende Schwerhörigkeit
- Muskelhypotrophie insbesondere der Hand, Flexionskontrakturen der Finger, ulnare Deviation des Handgelenkes

## Diagnose
Im Röntgenbild charakteristische Veränderungen sind:
- Hyperostose des Os frontale basal, fehlende Stirnhöhlen, Hyperostose der Schädelkalotte mit „Stahlhelmform“ des Schädels
- Hypoplasie des Processus condylaris des Unterkiefers
- metaphysäre Aufweitung mit Sklerosierung,  teilweise mit Verbiegung der langen Röhrenknochen
- Hypoplasie der Beckenschaufel
- dorsal betonte Abflachung der Wirbelkörper, Skoliose

## Therapie
Eine Operation am Schädel ist in einigen Fällen möglich.
Bei der Anästhesie können Probleme mit den Luftwegen auftreten.